# Stepan Łementariow
Stepan Hawryłowycz Łementariow, ukr. Степан Гаврилович Лементарьов, ros. Стефан Гаврилович Лементарев, Stiefan Gawriłowicz Lemientariew (ur. 8 stycznia 1948) – ukraiński piłkarz, grający na pozycji obrońcy lub pomocnika, trener piłkarski.

## Kariera piłkarska
Wychowanek Szkoły Sportowej w Żółtych Wodach. Pierwszy trener Borys Bormaczenko. W 1967 rozpoczął karierę piłkarską w miejscowej drużynie Awanhard Żółte Wody. W 1971 został zaproszony przez trenera Łeonida Rodosa do Awanharda Tarnopol, który potem zmienił nazwę na Budiwelnyk. W 1973 służył w wojskowym klubie SK Czernihów. W 1974 po zwolnieniu z wojska powrócił do Budiwelnyka, w którym zakończył karierę piłkarza. Potem występował w zespołach amatorskich Naftowyk Nowy Uzeń i Watra Tarnopol.

## Kariera trenerska
Po zakończeniu kariery piłkarza rozpoczął pracę szkoleniowca. Najpierw trenował zespół amatorski Watra Tarnopol, a w 1985 powrócił do Żółtych Wod, gdzie dołączył do sztabu szkoleniowego Awanharda Żółte Wody. Po dymisji Wasyla Kuźminskiego do września 1992 prowadził Sirius Żółte Wody. W 1994 wyjechał do Czerwonogrodu (ojczyzna jego mamy), gdzie pracował jako nauczyciel w.f. w szkole średniej.

## Sukcesy i odznaczenia

### Sukcesy trenerskie
Awanhard Żółte Wody (asystent)
- mistrz obwodu dniepropetrowskiego: 1989